# Galleria del Naviglio

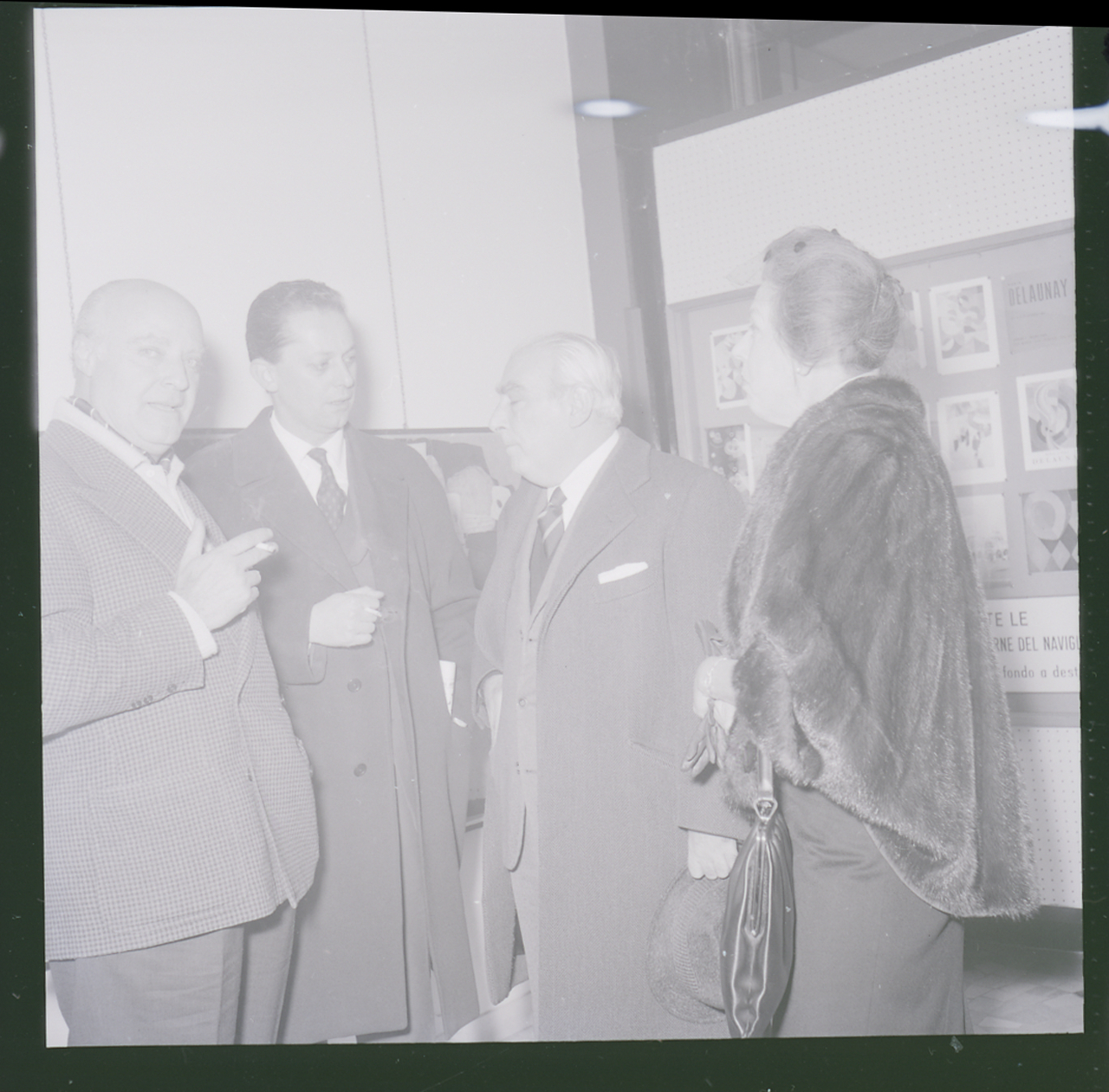
Inaugurazione di una mostra nel 1962 alla Galleria del Naviglio. Foto di Paolo Monti

La Galleria del Naviglio è una galleria d'arte di Milano, situata al civico 45 di via Manzoni. Essa fu fondata nel 1946 da Carlo Cardazzo, il quale la diresse fino alla sua morte, avvenuta nel 1963. Passò poi nelle mani di suo fratello, Renato Cardazzo, che la diresse fino al 2001 e che dal 1973 fu affiancato da suo figlio, Giorgio Cardazzo, che la dirigerà fino al 2011.

## Storia
Nei primi anni quaranta, oltre a promuovere artisti italiani come Balla, Boccioni, Carrà, De Chirico, De Pisis, Morandi, Scipione, Severini, Sironi, Mario Tozzi, la galleria si interessò, prima in Italia, alle avanguardie straniere.
Nei primi anni cinquanta si ricordano le mostre di Braque, Calder, Picasso, Pollock, Kandinskij, Miró, Jorn, Delaunay-Terk, Burri, Fontana, Scanavino, Poliakoff, Mathieu, Dubuffet, Kline, Twombly.
Per la maggior parte di questi artisti si tratta della prima mostra personale o la prima esposizione in Italia. Nel 1951 nacque in questa galleria il movimento spazialista e Lucio Fontana presentò il Manifesto Blanco, firmato poi da altri artisti italiani.
Artisti come Fontana, Capogrossi, Gentilini, Remo Bianco lavoravano in esclusiva per la Galleria.

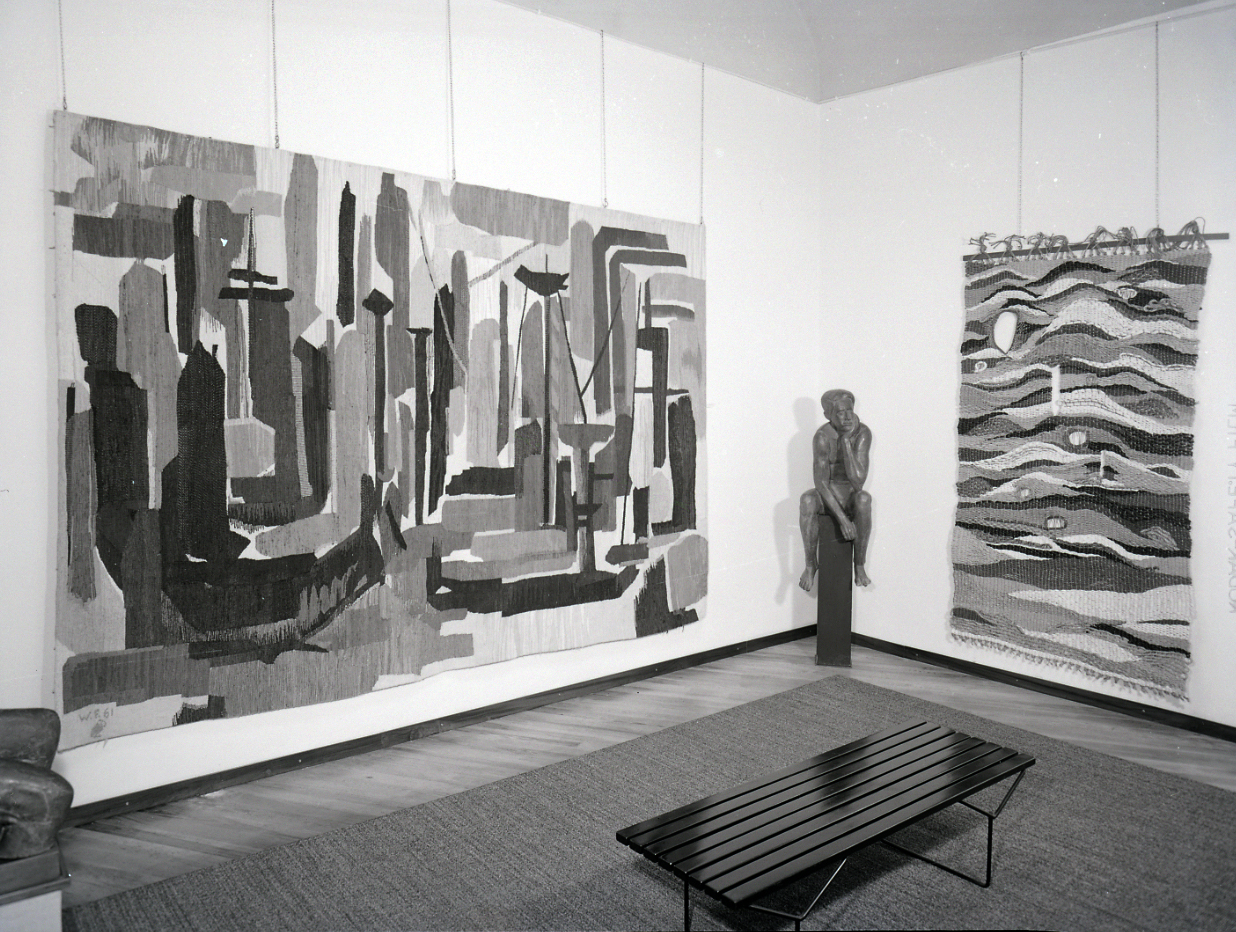
Un allestimento nel 1963 con degli arazzi di Wil Fruytier

Negli anni sessanta, sotto la direzione di Renato Cardazzo furono organizzate mostre dedicate ad artisti del gruppo Zero: Abe, Armando, Aubertin, Bischoffhausen, Bonalumi, Bury, Castellani, De Uries, Fontana, Goepfert, Haache, Kusama, Leblanc, Luther, Mack, Manzoni, Talman, Uecker, Verheyen, Vigo.
Nel 1966 fu riconosciuta come Galleria Pilota, importante riconoscimento a livello internazionale, e alla fine degli anni sessanta si ricorda l'importante ciclo "Naviglioincontri", dove l'arte incontra la musica, il design, il cinema, l'industria e la moda. John Cage presenta il suo primo concerto in Italia con il duo Canino Ballista al pianoforte. Si ricorda inoltre il concerto di Franco Donatoni. Fra le varie proiezioni vi furono anche il film inedito di Jean Luc Godard e le pellicole di Hans Richter.
Furono dedicate delle mostre alla Pirelli s.p.a., alla Osram, alla Kartell, alla Brionvega e alla Lamborghini.
Si dialoga con gli architetti del The Architects Collaborative Inc. di Cambridge ricordando "L'atmosfera Gropius".
Accanto a Scanavino, Capogrossi, Remo Bianco, Gentilini, Toyofuku, giovani artisti come Alviani, Bonalumi, Ceroli, Scheggi lavorano in esclusiva per la galleria.
Negli anni settanta vengono dedicate delle mostre all'Iperrealismo, al Nouveau Réalisme e all'Arte concettuale. La galleria partecipa su invito alle prime fiere dell'arte internazionali: Art Basel, Fiac a Parigi, Arco a Madrid, Art Cologne, Colonia, CIAE Chicago, Forum ad Amburgo, Dusseldorf, Zurigo, Lineart a Gent, Salon de Mars Parigi, Sollentuna a Stoccolma.
La Galleria, che continua la sua attività sotto la guida di Giorgio Cardazzo, ha organizzato oltre 2000 mostre nelle sue sedi, in gallerie all'estero e in musei internazionali. Vengono scritte tesi universitarie sul suo lavoro, motivo di studio nel campo dell'arte moderna in Italia e nel mondo.